# Момчило Вукотич
Момчило Вукотич (сербохорв. Momčilo Vukotić; 2 червня 1950, Белград — 3 грудня 2021) — югославський футболіст, що грав на позиції нападника. По завершенні ігрової кар'єри — футбольний тренер.
Виступавза клуби «Партизан» та «Бордо», а також національну збірну Югославії.
Триразовий чемпіон Югославії. Володар Кубка Мітропи. Володар Кубка Югославії (як тренер). Чемпіон Кіпру (як тренер).

## Клубна кар'єра
У дорослому футболі дебютував 1968 року виступами за команду клубу «Партизан», в якій провів десять сезонів, взявши участь у 257 матчах чемпіонату. Більшість часу, проведеного у складі «Партизана», був основним гравцем атакувальної ланки команди. За цей час двічі виборював титул чемпіона Югославії, ставав володарем Кубка Мітропи.
Протягом 1978—1979 років захищав кольори команди французького «Бордо».
У 1979 році повернувся до клубу «Партизан», за який відіграв 5 сезонів. Граючи у складі «Партизана» також здебільшого виходив на поле в основному складі команди. За цей час додав до переліку своїх трофеїв ще один титул чемпіона Югославії. Завершив професійну кар'єру футболіста виступами за «Партизан» у 1984 році.

## Виступи за збірну
У 1969 році дебютував в офіційних матчах у складі національної збірної Югославії. Протягом кар'єри у національній команді, яка тривала 6 років, провів у формі головної команди країни лише 14 матчів, забивши 4 голи.
У складі збірної був учасником чемпіонату Європи 1976 року в Югославії.

## Кар'єра тренера
Розпочав тренерську кар'єру, повернувшись до футболу після невеликої перерви, 1988 року, очоливши тренерський штаб клубу «Партизан».
В подальшому очолював «Паніоніос», «Аполлон», «Неа Саламіна», «Етнікос» (Ахнас), збірну Кіпру, «Фарул», ПАОК та «Левадіакос», а також протягом 2000—2001 років входив до тренерського штабу національної збірної Югославія.
Наразі останнім місцем тренерської роботи був клуб «Пансерраїкос», головним тренером команди якого Момчило Вукотич був 2011 року.

## Титули і досягнення

### Як гравця
- Чемпіон Югославії (3):

«Партизан»: 1975—1976, 1977—1978, 1982—1983
- Володар Кубка Мітропи (1):

«Партизан»: 1977–1978

### Як тренера
- Володар Кубка Югославії (1):

«Партизан»: 1988—1989
- Чемпіон Кіпру (1):

«Аполлон»: 1993—1994